# Ржанки
Ржа́нки (лат. Pluvialis) — род птиц семейства ржанковых.

## Описание
На черноватом фоне на спине имеются золотисто-жёлтые или белые пятна. Рулевые перья с поперечными тёмными полосами. Задний палец на ногах имеется только у тулеса. Крылья длинные, на вершине заостренные. Клюв, ноги и радужная оболочка глаз тёмные. Хвост короткий, прямосрезанный. Перелётные птицы, гнездятся в тундре и лесотундре Евразии и Северной Америки. Питаются насекомыми, моллюсками, иногда ягодами и семенами. В кладке обычно четыре яйца. На зимовку улетают на тропические острова Тихого океана, в прибрежные районы Южной Америки, Австралии и Новой Зеландии.

## Виды
Международный союз орнитологов в состав рода включает четыре вида:
- Pluvialis dominica — Американская бурокрылая ржанка
- Pluvialis apricaria — Золотистая ржанка
- Pluvialis squatarola — Тулес
- Pluvialis fulva — Бурокрылая ржанка, или азиатская бурокрылая ржанка